# Impi Visser
Impi Brecher Visser (30 de maio de 1995) é um jogador de rugby sul-africano, que joga na posição de back.

## Carreira
Visser também jogou rugby union pelos Blue Bulls no nível juvenil, inicialmente como scrum-half antes de se mudar para a posição de centro. Ele jogou pelo UP Tuks, time universitário na Varsity Cup, vencendo a competição na temporada de 2017 e também representando o time dos sonhos da Varsity Cup naquele mesmo ano em uma partida de exibição contra o Junior Springboks.
Impi, uma palavra zulu, que significa um grupo de guerreiros, não é um apelido, mas seu nome próprio. Ele é formado em engenharia mecânica.
Em 2022, ele fez parte da equipe sul-africana que conquistou sua segunda medalha de ouro nos Jogos da Commonwealth em Birmingham. Foi um dos doze convocados para representar a seleção nacional nos Jogos Olímpicos de Verão de 2024.